# Steve Lightfoot
Steve Lightfoot (...) è uno sceneggiatore e produttore televisivo britannico.

## Carriera
Lightfoot si è laureato all'Università of East Anglia con un Master of Arts in scrittura creativa.
Lightfoot comincia la sua carriera nel Regno Unito, lavorando a serie televisive come Casualty e House of Saddam. In seguito si trasferisce a Los Angeles, negli Stati Uniti, dove acquista notorietà come sceneggiatore e produttore esecutivo della serie televisiva Hannibal. Nel 2016 viene scelto come showrunner della serie televisiva The Punisher, ambientata all'interno del Marvel Cinematic Universe.

## Filmografia

### Sceneggiatore
- Casualty – serie TV, 12 episodi (2002-2006)
- No Angels – serie TV, 1 episodio (2004)
- Holby City – serie TV, 1 episodio (2005)
- Sorted– serie TV, 1 episodio (2006)
- Empathy – film TV, regia di David Richards (2007)
- Taggart – serie TV, 1 episodio (2010)
- Camelot – serie TV, 2 episodi (2011)
- Transporter: The Series – serie TV, 2 episodi (2012)
- Hannibal – serie TV, 22 episodi (2013-2015)
- L'ispettore Gently (Inspector George Gently) – serie TV, 1 episodio (2014)
- Narcos – serie TV, 2 episodi (2016)
- The Punisher – serie TV, 2 episodi (2017)- anche showrunner

### Produttore
- Casualty – serie TV, 19 episodi (2003-2004)
- No Angels – serie TV, 26 episodi (2004)
- Marian, Again – film TV, regia di David Drury (2005)
- Sorted – serie TV, 6 episodi (2006)
- House of Saddam – miniserie TV, 4 episodi (2008)
- Criminal Justice – serie TV, 5 episodi (2009)
- Sleep with Me – film TV, regia di Marc Jobst (2009)
- The Crimson Petal and the White – miniserie TV, 4 episodi (2011)
- Public Enemies – miniserie TV, 3 episodi (2012) - development producer
- Truckers – serie TV, 5 episodi (2013) - produttore esecutivo
- L'ispettore Gently (Inspector George Gently) – serie TV, 2 episodi (2014) - produttore esecutivo
- Hannibal – serie TV, 26 episodi (2014-2015) - produttore esecutivo
- Narcos – serie TV, 2 episodi (2016) - consulente di produzione
- The Punisher – serie TV, 13 episodi (2017) - produttore esecutivo

### Ideatore
- Dietro i suoi occhi - miniserie (2021)